# (311) Клавдия

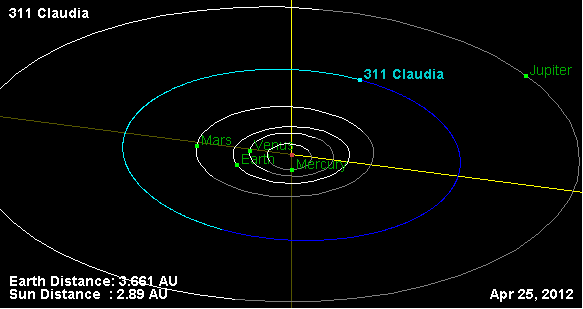
Орбита астероида Клавдия и его положение в Солнечной системе

(311) Клавдия (лат. Claudia) — небольшой астероид главного пояса, который принадлежит к светлому спектральному классу S и входит в состав семейства Корониды. Он был открыт 11 июня 1891 года французским астрономом Огюстом Шарлуа в обсерватории Ниццы. Астероид назван в честь жены астронома любителя Артура Ми .